# 淅阳郡
淅阳郡（原称：析阳郡），中国古代的郡。因郡治位于古代马蹬保（今马蹬镇）岵山之阳，因此称为淅阳郡。

## 历史沿革
春秋时期属楚国白羽地，又称为“析”（析邑）。汉晋时期为析县，析县西汉时期属弘农郡，东汉属南阳郡，晋代属顺阳郡。
北魏（386年～557年）始置析阳郡，下辖东析阳县（今淅川县马蹬镇一带）和西析阳县（今西峡县一带）。西魏（534年-556年）兼置析州及析阳郡，改西析阳县为内乡县（今西峡县境内）。北周（557年—581年）时改“析”为“淅”，淅阳郡的郡治西析阳县（今河南省西峡县），辖境约相当于今河南省西峡县地。
隋朝开皇初（581年）废郡为州。大业初年（605年）又改淅州为淅阳郡，治南乡县（今河南省淅川县南）。辖境约当今河南省淅川、西峡二县及湖北省十堰、丹江口二市和郧县、郧西二县。唐初废。

## 参看
- 南乡郡
- 顺阳郡